# Mindscape
Mindscape war ein zunächst US-amerikanischer Computerspieleentwickler und Publisher, der lange Zeit im kalifornischen Novato seinen Sitz hatte. Das Unternehmen erlebte eine Hochphase Ende der 1980er- und frühen 1990er-Jahre, hauptsächlich getrieben durch die offizielle Lizenzierung für die Konsolen des japanischen Herstellers Nintendo. Nach mehrfachem Eignerwechsel innerhalb weniger Jahre wurde der Unternehmensname ab 2001 von einem ehemaligen Manager weitergenutzt. Das seither nahe Paris ansässige Unternehmen konnte allerdings nicht mehr an die früheren Erfolge anknüpfen und beendete 2011 seine Aktivitäten in der Computerspielbranche.

## Geschichte

Altes Mindscape-Logo von 1994

Mindscape wurde 1983 vom australischen Computeranalysten Roger M. Buoy als Tochterunternehmen der SFN Companies in Northbrook bei Chicago im US-Bundesstaat Illinois gegründet. Das Unternehmen begann als Software-Publisher mit den Schwerpunkten Lernsoftware, Computerspielen und Anwendungssoftware für den Heimgebrauch. Die ersten Produkte kamen 1984 auf den Markt. Zu den Schwerpunkten der Geschäftstätigkeit zählte zu dieser Zeit der Vertrieb von Spielesoftware europäischer Entwickler auf dem nordamerikanischen Markt. Mindscape trat dabei sowohl als Publisher (z. B. für Beyond Software) als auch als reiner Distributor (z. B. für Ocean Software) auf. Zu den vertriebenen Anwendungsprogrammen zählte unter anderem das von MacroMind produzierte VideoWorks, das später in den Adobe Director aufging. 1987 verkaufte SFN das Unternehmen für drei Millionen US-Dollar an Buoy und den ehemaligen SFN-Manager John Purcell. Diese brachten Mindscape im Juni 1988 an die Börse. Ab 1988 veröffentlichte Mindscape als Nintendo-Lizenznehmer auch Spiele für das Nintendo Entertainment System. In den späten 1980er-Jahren expandierte die Firma und eröffnete Büros in Australien, Frankreich, Großbritannien und Japan.
Im Dezember 1989 übernahm der amerikanische Softwareentwickler The Software Toolworks den Spieleentwickler durch Aktientausch im Verhältnis 1 zu 0,4375. Gründer Buoy wurde im Gegenzug Chief Creative Officer des Unternehmens. The Software Toolworks wollte damit vor allem sein Produktportfolio diversifizieren und sich zusätzliche Einnahmequellen erschließen. Vor allem Mindscapes Arbeiten für die Nintendo-Konsolen zählten zu den wichtigsten Umsatztreibern des fusionierten Unternehmens. Im März 1994 gab der Medienkonzern Pearson ein Übernahmeangebot von 462 Millionen US-Dollar für The Software Toolworks ab, hauptsächlich um seine Multimediakompetenzen zu steigern und seine Printmarken künftig auch in digitalen Formaten vermarkten zu können. Im selben Jahr wurde der Unternehmensname von The Software Toolbox zu Mindscape geändert und der amerikanische Computerspielentwickler Strategic Simulations (SSI) übernommen.
Pearson verkaufte Mindscape im März 1998 an The Learning Company (TLC), der Kaufpreis betrug 150 Millionen US-Dollar. In kurzer Zeit kam es zu mehreren umfassenden Veränderungen. Zunächst konsolidierte der neue Eigner seine im Juni 1994 erworbene Tochter Brøderbund, indem es deren Lernsparte ins Hauptunternehmen eingliederte und die Spielesparte mitsamt dem Label Red Orb Entertainment an Mindscape weiterreichte. Im Dezember 1998 wurde TLC schließlich vom Spielwarenhersteller Mattel übernommen, der durch TLCs anhaltenden Verluste selbst finanziell ins Wanken geriet und die für die Übernahmepolitik maßgeblich verantwortliche Geschäftsführerin Jill Barad im Februar 2000 entließ. Das Wall Street Journal bezeichneten die Übernahme als „desaströs“ und „schlechtesten Deal der jüngeren Geschichte“. Im September 2000 stieß Mattel daher The Learning Company an die Gores Technology Group ab, die einen geeigneten Käufer für deren Vermögenswerte suchte. In diesem Rahmen wurde die Spielesparte als Games Group neu organisiert. Die meisten Assets gingen im März 2001 an den französischen Publisher Ubisoft, während der ehemalige TLC-Manager Jean-Pierre Nordman die Rechte am Namen Mindscape übernahm und das Unternehmen fortan vom Pariser Vorort Boulogne-Billancourt aus führte.
Seit 2004 hatte Mindscape Büros in Frankreich, England, Irland, Deutschland, den Niederlanden, Asien, Australien und Lateinamerika. Mindscape hatte einen Umsatz von 38 Millionen Euro (Stand 2005) und beschäftigte 150 Mitarbeiter. 2009 eröffnete das Unternehmen in Paris das Entwicklerstudio Punchers Impact. Mit U-Sing konnte das Studio trotz hoher Musiklizenzkosten einen Achtungserfolg landen, während das Rennspiel Crasher floppte. Im August 2011 wurde Punchers Impact geschlossen und Mindscapes Rückzug aus dem Computer- und Videospielmarkt angekündigt. Lediglich einige Vertriebsbüros blieben unter dem alten Namen weiter aktiv.

## Bekannte Spiele (Auswahl)
| Jahr | Spiel                             | Genre                       | Studio                |
| ---- | --------------------------------- | --------------------------- | --------------------- |
| 1984 | Indiana Jones in the Lost Kingdom | Jump ’n’ Run                | Mindscape             |
| 1984 | Crime and Punishment              | Simulationsspiel            | Mindscape             |
| 1985 | Balance of Power                  | Strategiespiel              | Mindscape             |
| 1985 | Déjà Vu: A Nightmare Comes True   | Adventure                   | ICOM Simulations      |
| 1985 | James Bond 007: A View to a Kill  | Adventure                   | Angelsoft             |
| 1985 | Lords of Midnight                 | Strategiespiel, Rollenspiel | Incentive Software    |
| 1985 | Shadowfire                        | Rollenspiel                 | Denton Designs        |
| 1991 | Moonstone: A Hard Days Knight     | Action-Rollenspiel          | Mindscape             |
| 1996 | Silent Hunter                     | Simulationsspiel            | Strategic Simulations |
| 1997 | Abenteuer auf der Lego Insel      | 3D-Action-Adventure         | Mindscape             |